# سلوبودان دوندرسكي
سلوبودان دوندرسكي (بالصربية: Слободан Дунђерски) مواليد 1 مارس 1988 في بلغراد، جمهورية يوغوسلافيا الاشتراكية الاتحادية، هو لاعب كرة سلة صربي. بدأ مسيرته الاحترافية في سنة 2007. يلعب في الدوري الروماني لكرة السلة كلاعب هجوم خلفي. يحمل الرقم 1. لعب مع نادي إف إم بي لكرة السلة ونادي تيميشوارا لكرة السلة.